# FX Близнецов
FX Близнецов (лат. FX Geminorum) — одиночная переменная звезда в созвездии Близнецов на расстоянии (вычисленном из значения параллакса) приблизительно 5 720 световых лет (около 1 754 парсек) от Солнца. Видимая звёздная величина звезды — от +13,4m до +12,2m.

## Характеристики
FX Близнецов — красный гигант, пульсирующая полуправильная переменная звезда типа SRB (SRB) спектрального класса M6. Радиус — около 84,9 солнечных, светимость — около 873,211 солнечных. Эффективная температура — около 3405 К.